# SBML
SBML son las siglas en inglés de Systems Biology Markup Language (lenguaje de marcado para Biología de sistemas). Es el nombre de un lenguaje de descripción basado en XML que se utiliza para representar modelos de procesos biológicos. SBML puede representar redes metabólicas, rutas de señalización celular, redes de regulación génicas, y muchas otras clases de sistemas.

## Historia
En el año 2000, con fondos de la
Japan Science and Technology Corporation (JST), Hiroaki Kitano y
John C. Doyle reunieron un pequeño grupo de investigadores para desarrollar una mejor infraestructura de software para generar modelos computacionales 
en la biología de sistemas. Hamid Bolouri fue el líder del grupo de desarrolladores formado por Andrew Finney, Herbert Sauro, y
Michael Hucka. Su trabajo inicial se centraba en un sistema para permitir la intercomunicación de un subconjunto de paquetes de software de simulación. Este subconjunto estaba formado por DBSolve,
E-Cell, Gepasi,
Jarnac Archivado el 30 de diciembre de 2006 en Wayback Machine.,
StochSim y
The Virtual Cell Archivado el 9 de diciembre de 2006 en Wayback Machine..
Los grupos que desarrollaban estas herramientas se encontraron entre el 28 y el 29 de abril de 2000 en el taller de plataformas de software par biología molecular ERATO, celebrado en el California Institute of Technology.
Durante el taller quedó claro que era necesario un formato común para la representación de modelos que fuera intercambiable entre las herramientas de software. Los asistentes al taller decidieron que el formato debería ser codificado en XML.
el equipo ERATO de Caltech desarrolló una propuesta de formato y circuló el borrador de definición para los asistentes a la reunión de agosto de 2000.
Estes borrador fue sometido a una amplia discusión en listas de correos y durante el segundo taller sobre Plataformas de Software de la Biología de Sistemas que tuvo lugar en Tokio, Japón, en noviembre de 2000, un taller satélite de la conferencia ICSB 2000. Tras revisiones y discusiones posteriores, el equipo de Caltech lanzó una especificación del
SBML nivel 1, Versión 1 en marzo de 2001.
El SBML nivel 2 fue concebido en el 5º taller de plataformas de software para sistemas biológicos que se celebró en julio de 2002 en la Universidad de Hertfordshire.
Por esas fechas, cada vez más personas se implicaron en el grupo de colaboradores del SBML
de manera que se convirtió en un esfuerzo comunitario, con muchas herramientas nuevas que se iban mejorando para soportar SBML.
Los participantes en el taller de 2002 decidieron colectivamente revisar la forma de SBML en el nivel 2. El primer borrador de la especificación Versión 1 Nivel 2
fue liberada en agosto de 2002 y el grupo final de características se finalizó en mayo de 2003 en el 7º taller de plataformas de software para biología de sistemas en Ft. Lauderdale, Florida.

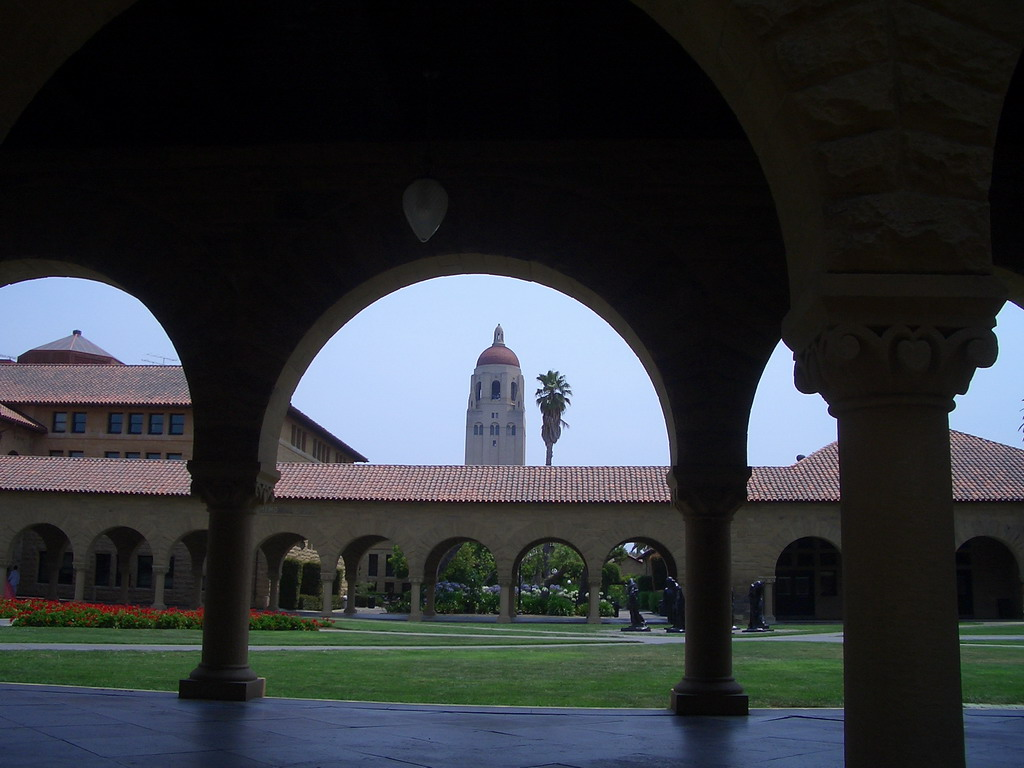
Universidad Stanford.En el salón Jordan de esta misma universidad tuvo lugar la XIV reunión del SBML del 3 al 4 de septiembre de 2009.

La siguiente iteración del SBML llevó dos años en parte porque a los desarrolladores de software les costó tiempo absorber y comprender el SBML Nivel 2, más grande y complejo. El inevitable descubrimiento de las limitaciones y errores condujo al desarrollo del 
SBML Nivel 2 Versión 2,
lanzado en septiembre de 2006. Por esa fecha, el equipo de editores de SBML (que reconciliaron las propuestas de cambios y escribieron un documento final de especificaciones coherente) había cambiado y ahora estaba formado por had
Andrew Finney, Michael Hucka y Nicolas Le Novère.
El SBML Nivel 2 Versión 3 fue publicado en 2007 tras incontables contribuciones y discutido por la comunidad SBML. En 2007 también tuvo lugar la elección de dos nuevos editores de SBML (Sarah Keating y Stefan Hoops). En 2008, Darren J. Wilkinson y Sven Sahle fueron elegidos como editores mientras que Andrew Finney y Michael Hucka abandonaron el equipo. Michael Hucka continuó como presidente de los editores de SBML.
El SBML Nivel 2 Versión 4 fue publicado en 2008 tras ciertos cambios en el Nivel 2 que fueron solicitados por petición popular. (Por ejemplo, una votación electrónica por la comunidad SBML a finales de 2007 indicó que la mayoría prefería no requerir una estricta consistencia unitaria antes de que un modelo SBML fuera considerado válido). La versión 4 fue finalizada tras la reunión del Foro de SBML qlue tuvo lugar en Gotemburgo, Suecia, como taller satélite del ICSB 2008 en el otoño de 2008.

## Comunidad
A fecha de junio de 2010 183 sistemas de software declaran soportar SBML. Se puede obtener una lista actualizada de la SBML guía de software Archivado el 19 de agosto de 2009 en Wayback Machine., albergada en sbml.org.
SBML continúa siendo desarrollado por una comunidad de personas que crean plataformas de software para biología de sistemas mediante una discusión en listas de correo muy activas y talleres bianuales. Las reuniones suelen tener lugar en conjunción con otras conferencias de biología, especialmente la International Conference on Systems Biology (ICSB). Los esfuerzos de la comunidad están coordinados por una directiva editorial compuesta por cinco miembros y elegida por la comunidad. Cada editor es elegido por un plazo no renovable de 3 años.
Las herramientas son desarrolladas en parte por el equipo de SBML y en parte por la comunidad. Algunos ejemplos son: on-line model validator, bibliotecas open-source para incorporar SBML en software programado en C, C++, Java, Python, Mathematica, MATLAB y otros lenguajes.
SBML es un tipo MIME IETF oficial, con la especificación RFC 3823.